# Eleazar Videla
Eleazar T. Videla (1881 - 20 de agosto de 1960)fue un marino argentino, que hizo una larga y exitosa carrera en la Armada Argentina y posteriormente ejerció varios cargos públicos, entre ellos los de ministros de Marina y de Obras Públicas de la Nación y el de interventor federal de la Provincia de Buenos Aires.

## Biografía

### Carrera naval
Nacido en la ciudad de San Juan, ingresó a la Armada en 1898, obteniendo el grado de guardiamarina en 1904.
Durante sus primeros años de oficial formó parte de la plana mayor del crucero Patria, el transporte Ushuaia, el acorazado de río Independencia y varios más. En 1912 fue el oficial encargado de recibir los cañones del acorazado Moreno, construido en los Estados Unidos; posteriormente prestó servicios en . A finales de 1915 fue trasladado al crucero Caribaldi y posteriormente al acorazado Rivadavia. En todos estos destinos se distinguió como un oficial de brillante desempeño.
Su primer mando de un buque fue en 1918, al frente de la corbeta Uruguay; al año siguiente fue jefe de armamento del acorazado Rivadavia, y luego fue capitán al mando del viaje de instrucción de la Fragata Sarmiento del año 1926.
Ocupó también cargos como Jefe de la Segunda División General Naval, como miembro del Estado Mayor General de la Armada, como director general de Material y Jefe del Arsenal Naval Buenos Aires. En diciembre de 1932 comandó la Primera Escuadrilla de Exploración.

### Ministerio de Marina
A fines del año 1933, siendo Videla capitán de navío, el presidente Agustín P. Justo lo nombró Ministro de Marina de la Nación. La situación económica del país, y especialmente las finanzas públicas, no permitían augurar un ministerio demasiado eficaz, teniendo en cuenta que se arrastraban los efectos de años de falta de inversiones.
No obstante, Videla logró una mayor asignación de recursos para la Armada y los utilizó de forma criteriosa, concentrándose en las inversiones de más largo alcance. Ordenó la construcción en Gran Bretaña del Crucero La Argentina y de siete destructores de la Clase Buenos Aires, todos con nombre de provincias argentinas.
Pero también fortaleció la acción de los astilleros nacionales: en el Astillero Río Santiago se construyeron los Bouchard, Drummond, Grandville, Spiro y Py; en los astilleros privados de Sánchez y Cía. se construyeron los rastreador Fournier y Parker, y en los astilleros Hansen, Puccini y Cía. se construyeron los buques Robinson y Seaver.
En 1934 fundó la Escuela de Guerra Naval, en las instalaciones de la Escuela de Mecánica de la Armada, iniciándose ese mismo año el primer curso de instrucción de oficiales. También construyó el edificio de la Escuela Naval Militar frente a los Astilleros de Río Santiago.
Durante su gestión revitalizó la actividad y el rol militar de las bases navales, que pasaron a ser herramientas importantes para el aumento de la movilidad de la Escuadra. La Base Naval Puerto Belgrano, cerca de Bahía Blanca recibió un decidido impulso durante su gestión, aumentándose el número de talleres y reservas de combustible; el aumento del tamaño de la base exigió un aumento de personal, que llevó al ministerio a construir mil casas para personal naval y auxiliar. Se mejoró también el aprovisionamiento de agua y se extendió notablemente el Hospital Naval de la Base.
Creó el cuerpo de Artillería de Costas y la Dirección General de Defensa de Costas, formando dos regimientos de esta arma, con la misión de proteger las instalaciones de las bases navales y de los depósitos de combustible. Dio un vigoroso impulso a la Aviación Naval, adquiriendo varias unidades y formando gran cantidad de pilotos, y construyendo varios aeródromos para esta rama.
En los primeros meses de su mandato fue también Ministro de Guerra durante algunas semanas, en carácter de interino. Durante la última parte del mandato de Justo, tras la renuncia de Manuel Ramón Alvarado, el presidente Justo encargó a Videla el cargo de ministro de Obras Públicas de la Nación, también en carácter de interino, en consideración a la notable actividad edilicia desplegada por Videla. El dato es significativo, teniendo en cuenta que fue el ministerio más activo del gobierno de Justo, que inició la construcción de la red vial nacional.

### Actividades posteriores
Durante la presidencia de Roberto M. Ortiz fue embajador de su país en el Paraguay.
En febrero de 1941 fue nuevamente llamado a la Argentina, para ocupar el cargo de interventor federal de la Provincia de Buenos Aires, la más poblada y políticamente más influyente del país, que afrontaba una seria crisis política a raíz de la deposición del gobernador Manuel Fresco. Los enfrentamientos entre los partidarios del fraude electoral como medio de conservar el poder para la Concordancia y los que proponían eliminar ese tipo de prácticas se superponían con los conflictos entre la tendencia nacionalista que había alentado Fresco y la conservadora de la mayoría del Partido Demócrata Nacional. Durante su gestión la salud del presidente Ortiz se deterioró rápidamente, lo que le obligó a delegar la presidencia en al vicepresidente Ramón S. Castillo, que apoyó la postura partidaria del "fraude patriótico". A raíz de este proceso, Videla presentó su renuncia al cargo en el mes de septiembre de ese mismo año.
Su última actuación pública fue en 1957, durante la conmemoración del centenario del fallecimiento del almirante Guillermo Brown, en que presidió la Comisión de Homenaje al marino. Como resultado de su acción se editaron gran cantidad de artículos que fueron publicados en la prensa, iniciando un período de gran actividad en los estudios históricos navales de la Argentina. Se decidió compilar y publicar los Documentos del Almirante Brown, en dos tomos. Este impulso permitiría la fundación de la División de Investigaciones Históricas de la Armada Argentina, el 25 de octubre de ese año, la cual cambiaría su nombre en 1959 por el de Departamento de Estudios Históricos Navales.
Falleció el 20 de agosto de 1960.